# A935 road
Die A935 road ist eine A-Straße in der schottischen Council Area Angus. Sie bindet die Städte Brechin und Montrose an das Fernstraßennetz an.

## Verlauf
Die Straße beginnt als Abzweigung von der A90 (Edinburgh–Fraserburgh) westlich von Brechin. Nach rund 1,5 km mündet die aus Forfar kommende B9134 ein. Die A935 führt durch das Zentrum Brechins und bildet dort eine der Hauptverkehrsstraßen. Im Südosten mündet die A933 (Brechin–Arbroath) ein. Brechin in östlicher Richtung verlassend, führt sie durch die dünnbesiedelte Region zwischen den beiden Städten und bindet bis Montrose lediglich einige Weiler und einzelne Gehöfte an. Ihr Verlauf folgt dabei grob dem Lauf des South Esk. Das Montrose Basin am Nordufer passierend erreicht die Straße Montrose. Dort knickt sie an einem Kreisverkehr nach Süden ab und mündet wenige hundert Meter später nach einer Gesamtstrecke von 16,1 km in die A92 (Dunfermline–Stonehaven) ein.

## Umgebung
In Brechin liegen entlang der Straße zahlreiche denkmalgeschützte Bauwerke. Hierzu zählt die nicht mehr genutzte West and St Columba’s Parish Church. Das neogotische stammt aus dem Jahre 1856. Mit der Gardner Memorial Church befindet sich ein weiteres denkmalgeschütztes Kirchengebäude an der A935 in Brechin. Architektonisch vereint das im Jahre 1900 fertiggestellte Bauwerk verschiedene historistische Stile. Es entstand nach einem Entwurf des schottischen Architekten John James Burnet. Beide Kirchengebäude sind als Denkmäler der höchsten Kategorie A klassifiziert. Wenige Kilometer vor Montrose passiert die Straße das Kategorie-A-Herrenhaus House of Dun.